# Familia Gallo

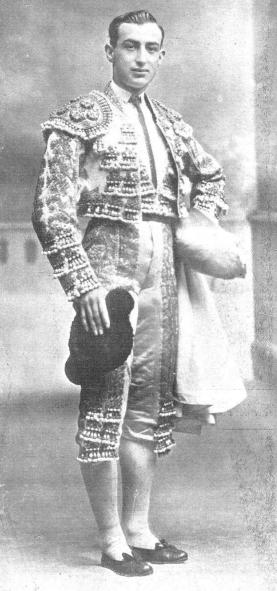
Imagen de Joselíto en 1919.

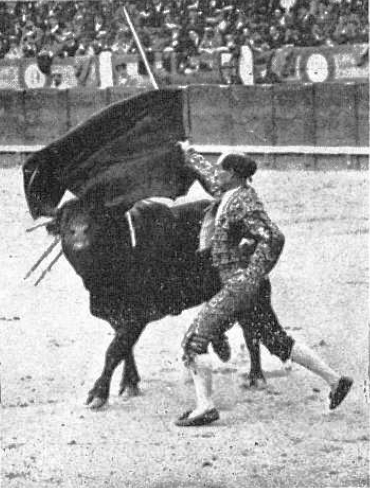
Gallito toreando, en 1912.

La familia Gallo  es una de las más célebres de la historia del toreo. Pertenecientes a la etnia gitana. El patriarca de la dinastía fue Fernando Gómez García el "Gallo" (1847-1897), un torero que no tuvo demasiada fortuna y que se retiró al pueblo sevillano de Gelves. Casado con la bailaora gitana Gabriela Ortega, tuvieron seis hijos, tres varones y tres mujeres.
Los tres varones fueron toreros: Rafael el "Gallo" (Gallito I), llamado también el "Divino Calvo" (1882-1960), Fernando "Gallito chico" (Gallito II), peón de su hermano Joselito, y el menor de ellos, Joselito (1895-1920), primeramente apodado "Gallito III", considerado junto a Juan Belmonte el mejor diestro de todas las épocas. Un tío de ellos y hermano de "Gallo" padre, José Gómez, fue banderillero de Lagartijo.
En cuanto a las tres hermanas (Gabriela, Trinidad y Dolores) también estuvieron ligadas al mundo de los toros. Gabriela se casó con Enrique Ortega el "Cuco", uno de sus hijos fue Rafael Ortega Gómez torero conocido con el apodo de "Gallito". Trinidad se casó con el diestro Manuel Martín-Vázquez ("Vázquez II"), hermano de Curro Vázquez, y tío de los toreros Manolo, Rafael y Pepín. En cuanto a la tercera, Dolores, se casó con el célebre matador Ignacio Sánchez Mejías, por lo que este último fue cuñado de los tres hermanos "Gallo". Ignacio y Dolores tuvieron un hijo y una hija. El hijo, José Ignacio Sánchez, fue también torero. Ignacio Sánchez Mejías, además de admirador y amigo del alma de Joselito, fue miembro de su cuadrilla durante varios años y alternaba con él en Talavera de la Reina el día en que el menor de los "Gallo" sufrió una cogida mortal infligida por el toro Bailaor.

## Menciones en la literatura
En el manga de nombre Golondrina|ゴロンドリーナ|Gorondorīna se hace referencia a la familia Gallo dando a entender que Vicente es el tercer torero del linaje de matadores con el seudónimo de "El Gallo".